# 장피에르 아벨르뮈사

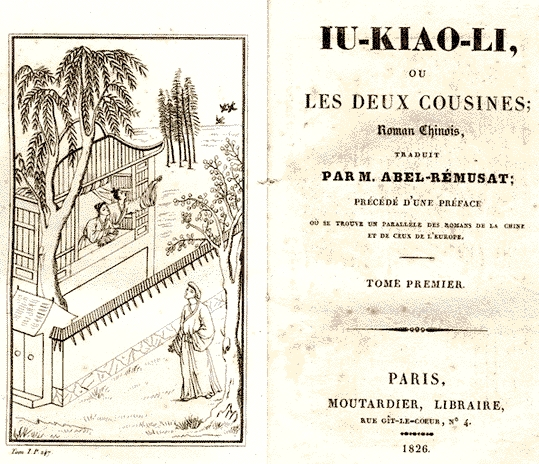
이우캬오리

장피에르 아벨르뮈사(프랑스어: Jean-Pierre Abel-Rémusat, 프랑스어 발음: [ʒɑ̃ pjɛʁ abɛl ʁemyza], 1792년 10월 15일 ~ 1834년 10월 15일)는 프랑스의 저명한 동양학자자 유럽 초기 중국학의 선구자 중 한 명이다. 그는 유럽에서 중국어와 중국 문화를 체계적으로 연구한 첫 동양학자들 가운데 한 사람으로 평가받는다.

## 생애와 업적
장피에르 아벨르뮈사는 1792년 10월 15일 프랑스 파리에서 태어났다. 원래는 의학을 공부했으며 특히 식물학에 관심이 많았다. 독학으로 중국어에 관심을 갖게 됐고, 당시 유럽에서는 매우 드물었던 중국어 연구에 몰두했다. 그는 중국어 문법서, 사전, 중국 고전 등을 탐독하며 지식을 쌓아갔다. 1814년, 프랑스 정부는 중국학의 체계적 연구를 위해 콜레주 드 프랑스에 중국어 및 타타르어 강좌를 설치했고, 장피에르 아벨르뮈사를 초대 교수로 임명했다. 그는 유럽 최초의 중국어 교수로 인정받고 있다. 중국 문학, 철학, 불교에 대한 여러 논문과 번역을 발표했다. 중국어 문법과 사전에 대한 기초를 유럽 학계에 소개했다. 인도와 중국 불교 간의 연관성에도 관심을 가지며 초기 불교 문헌 연구에 기여했다. 장피에르 아벨르뮈사는 프랑스 학술원의 회원이었으며, 프랑스 동양학회의 창립에도 기여했다. 유럽의 다른 동양학자들과 교류하면서 국제적 시놀로지 네트워크 형성에 앞장섰다. 1834년 10월 15일 42세로 파리에서 사망하여, 생파르조 교회에 묻혔다.

## 영향과 유산
장피에르 아벨르뮈사는 서양에서 중국 문명과 언어를 학문적으로 체계화하는 데 큰 역할을 했으며, 이후 유럽의 동양학 발전에 지대한 영향을 끼쳤다. 그의 제자들과 후계자들은 이후에도 콜레주 드 프랑스를 중심으로 중국학 연구를 이어갔다.